# Post-grunge
Genres dérivés
Post-Britpop
Genres associés
Rock alternatif, metal alternatif, nu metal, grunge

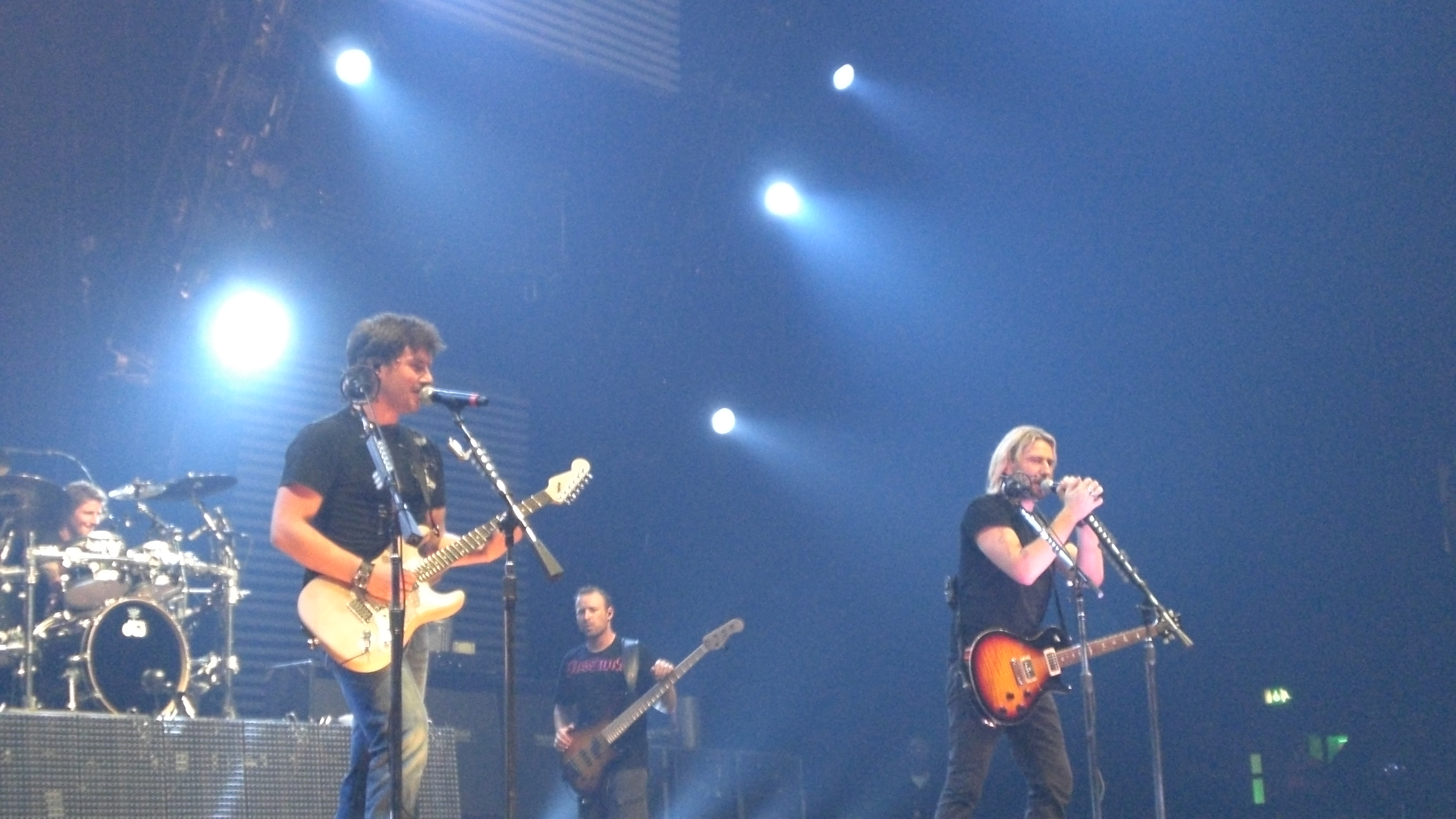
Nickelback en 2008.

Le post-grunge est un sous-genre musical du rock alternatif ayant émergé au milieu des années 1990, utilisant les sons et l'esthétique du grunge, mais avec un ton plutôt destiné à la diffusion radiophonique. Les groupes de post-grunge comme Foo Fighters, Nickelback, Creed ou Matchbox Twenty comptent parmi les groupes de rock qui ont connu un grand succès commercial à la fin des années 1990 et au début des années 2000.

## Caractéristiques
Les groupes de post-grunge reprenaient les attitudes et la musique grunge, en particulier les sons épais et les guitares distordues, mais avec un son plus « radio-friendly » pour son orientation commerciale. Contrairement aux premiers groupes grunge, les groupes post-grunge ont travaillé avec de grandes maisons de disques et ont intégré des influences de jangle pop, pop punk, ska revival, metal alternatif et hard rock. Au départ, l'appellation "post-grunge" se voulait péjorative, suggérant que ces groupes constituaient une récupération d'un mouvement musical « authentique ».
Les premiers groupes de post-grunge reprennent les sonorités développées par le grunge, la puissance rageuse des refrains et l'alternance des tempos rapides et des tempos lents tout en lissant le son sale et en formatant au possible les morceaux. À partir de 1999, la vague nu metal révèle une nouvelle génération de groupes au son « post-grunge » en marge des formations qui pratiquent la fusion rap metal. Parmi les groupes les plus connus figurent Staind, Nickelback, Puddle of Mudd, 3 Doors Down, et Seether[réf. nécessaire]. Ces groupes s’éloignent de la révolte punk qui anime le grunge originel, et incorporent à la fois dans leur musique des riffs très lourds issus du metal, des sonorités plus pop et un certain romantisme, rarement présent chez les formations grunge originelles. Certains singles sortis par ces groupes sont formatés pour passer à la radio. D'autres morceaux en revanche, comme ceux qui figurent sur l'album Break the Cycle de Staind, expriment un désespoir tantôt hurlé tantôt chanté avec à l'arrière une ambiance étouffante tissée par des riffs extrêmement chargés[réf. nécessaire].

## Histoire
Avec la mort de Kurt Cobain qui survient en avril 1994, c'est toute la scène grunge qui s’essouffle. Le succès de groupes contemporains de Nirvana tels que Pearl Jam, Alice in Chains et Soundgarden commence à décliner. Apparaissent alors de nouvelles formations comme Bush, Stiltskin ou encore Creed et Brainwreck[réf. nécessaire].

## Critique
Les avis sont très mitigés concernant le post-grunge. Les puristes du grunge traditionnel rejettent ces groupes qu'ils considèrent comme opportunistes et commerciaux, allant même jusqu'à les désigner comme les « tueurs du rock »[réf. nécessaire]. D'autres voient au contraire cette scène hétéroclite comme le témoignage d'un revival rock permettant aux plus jeunes de découvrir de nombreux groupes de rock de la génération précédente.

## Groupes de post-grunge
- 12 Stones
- 3 Doors Down
- ALCH3MY
- Alien Ant Farm
- Blue October
- Breaking Benjamin
- Brandy Senki
- Bush
- Chevelle
- CKY
- Collective Soul
- Counting Crows
- Creed
- Crossfade
- Daughtry
- Die Mannequin
- doubleDrive (en)
- Everclear
- Filter
- Finger Eleven
- Flyleaf
- Foo Fighters
- Garbage
- Godsmack
- Goo Goo Dolls
- Hinder
- Hoobastank
- Incubus
- Matchbox Twenty
- Nickelback
- Our Lady Peace
- Papa Roach
- Presidents of the United States of America
- Puddle of Mudd
- Saliva
- Seether
- Sevendust
- Shinedown
- Silverchair
- Smile Empty Soul
- Staind
- Stiltskin
- Switchfoot
- Talk Show
- Tantric
- Three Days Grace
- Third Eye Blind
- Trapt
- The Exies
- The Veer Union (en)
- The Vines